# الماضي غير التام

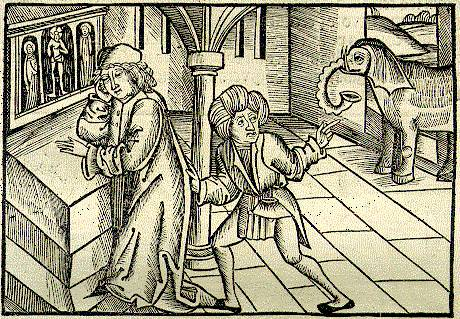

الماضي غير التام  أو الماضي الناقص (بالإنجليزية: Imperfect)‏ هوَ زمن للفعل في بعض اللغات يدل على عدم تمام الفعل إما بتكراره أو استمراره، وخلافه هو الماضي التام.